# Las Navas del Marqués (stacja kolejowa)
Las Navas del Marqués (hiszp. Estación de Las Navas del Marqués) – stacja kolejowa w miejscowości Las Navas del Marqués, w Prowincji Ávila, we wspólnocie autonomicznej Kastylia i León, w Hiszpanii.
Obsługuje połączenia średniego dystansu Renfe.

## Położenie stacji
Znajduje się na km 83,7 linii Madryt – Hendaye, na wysokości 1218 m n.p.m..

## Historia
Stacja została otwarta 1 lipca 1863 wraz z otwarciem odcinka Ávila – El Escorial linii Madryt – Hendaye. Linię zbudowała Compañía de los Caminos de Hierro del Norte de España. W 1941 w wyniku nacjonalizacji hiszpańskiej kolei, stała się częścią RENFE.
Od 31 grudnia 2004 Renfe Operadora zarządza liniami, a Adif jest właścicielem obiektów kolejowych.

## Linie kolejowe
- Madryt – Hendaye